# Svenska Geotekniska Föreningen
Svenska Geotekniska Föreningen (SGF) är en ideell förening grundad 27 februari 1950 som arbetar för att öka kunskapen om geoteknik. Föreningen har både privatpersoner och organisationer som medlemmar, bland dem flera högskolor, myndigheter och konsultföretag.

## Priser och utmärkelser
Föreningen delar ut följande priser och utmärkelser/stipendier:
- SGF:s pris
- Sven Hansbos pris
- Rolf Brinks pris
- Bästa geotekniska examensarbete
- Europeiska Resestipendiet